# Глибокий ліс

«Глибокий ліс» — ботанічний заказник місцевого значення. Заказник розташований на території Вишгородського району Київської області, займає площу 29 га. 
Знаходиться в межах Каменського лісництва ДП «Димерське лісове господарство» – квартал 37, виділ 20; квартал 38, виділ 13. Об’єкт створено рішенням Київського облвиконкому № 441 від 18 грудня 1984 р.
Сосново-березові насадження. В підліску зростає конвалія травнева для охорони якої заповідник і був створений.

## Галерея

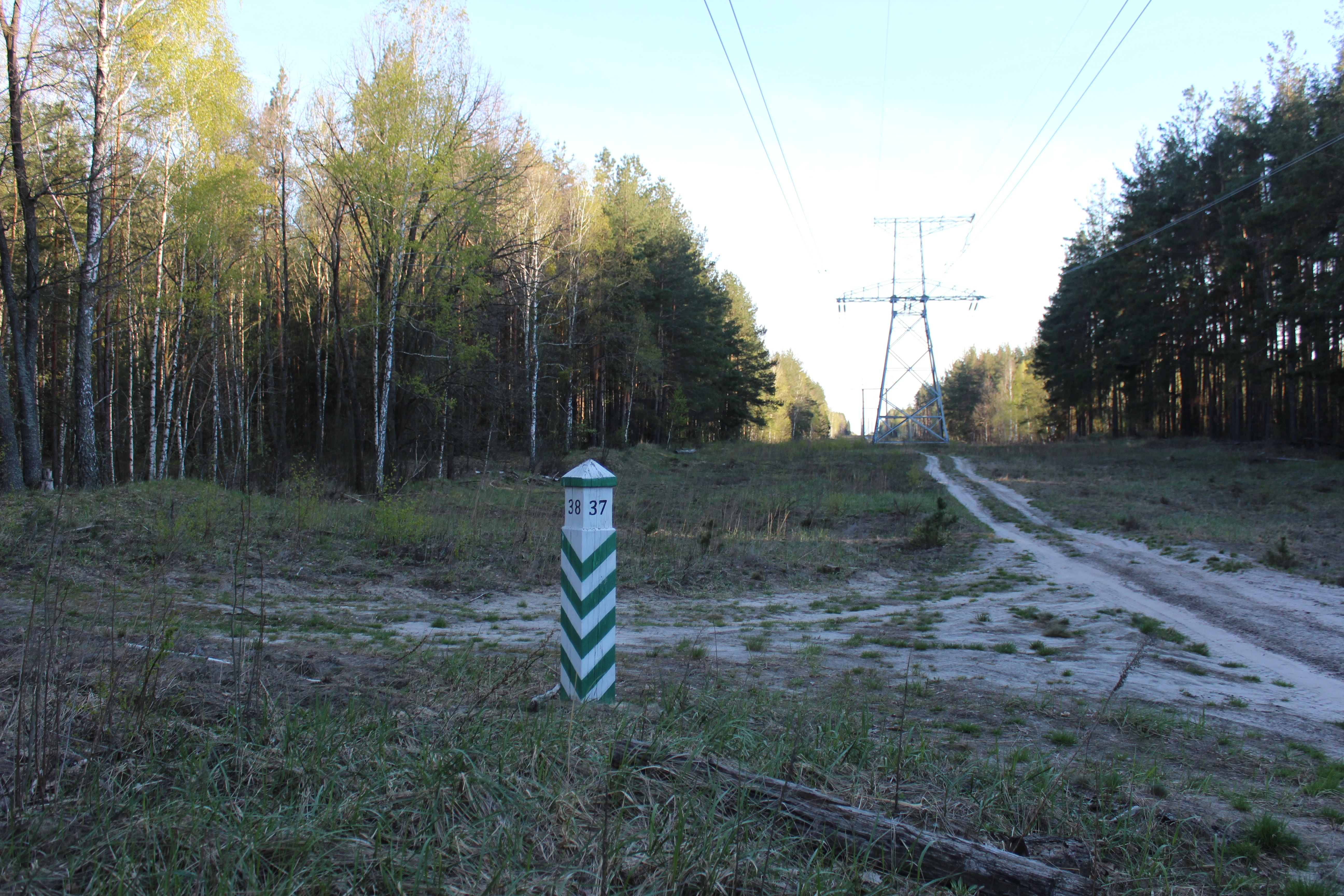
Квартальний стовпчик
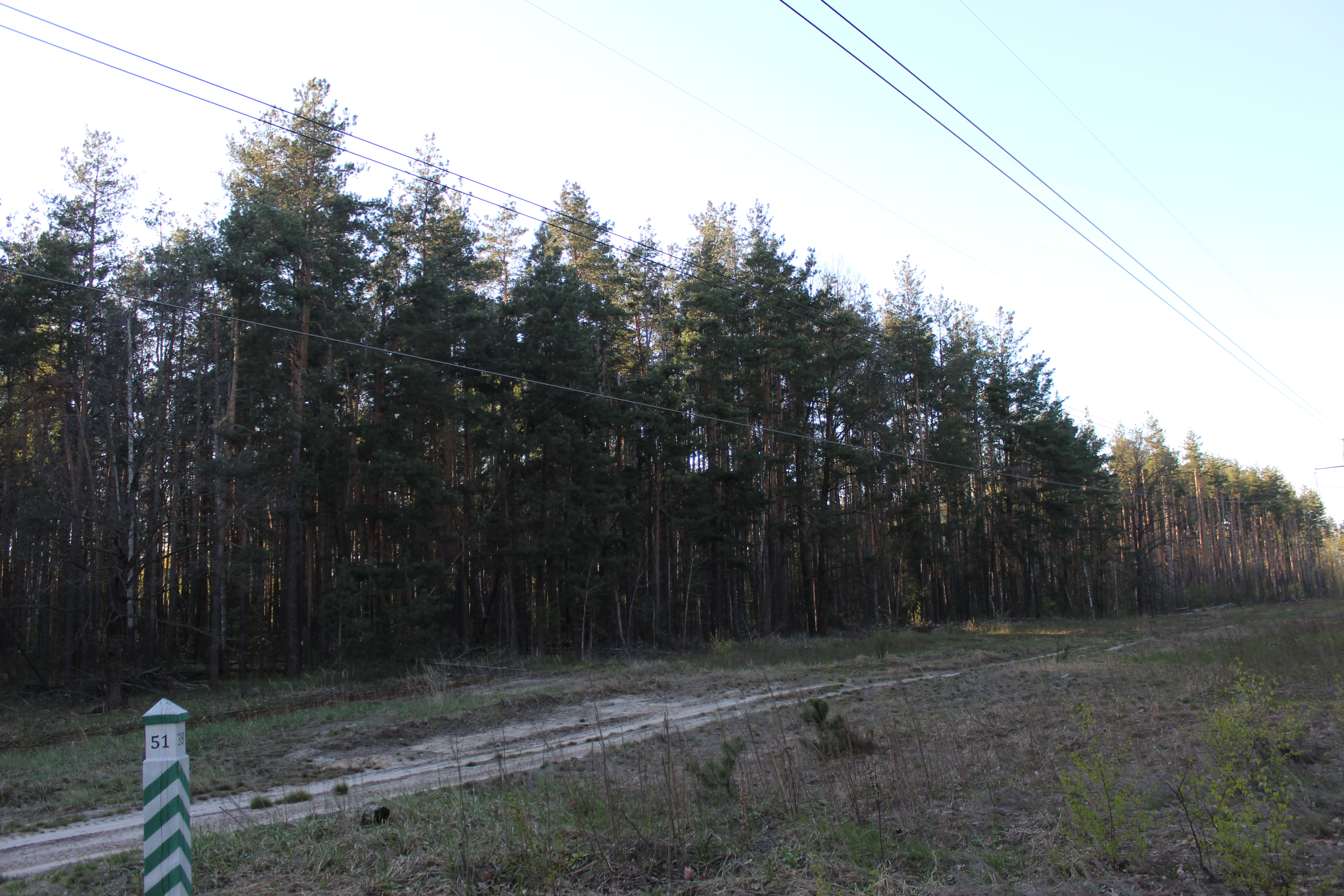
Ліс
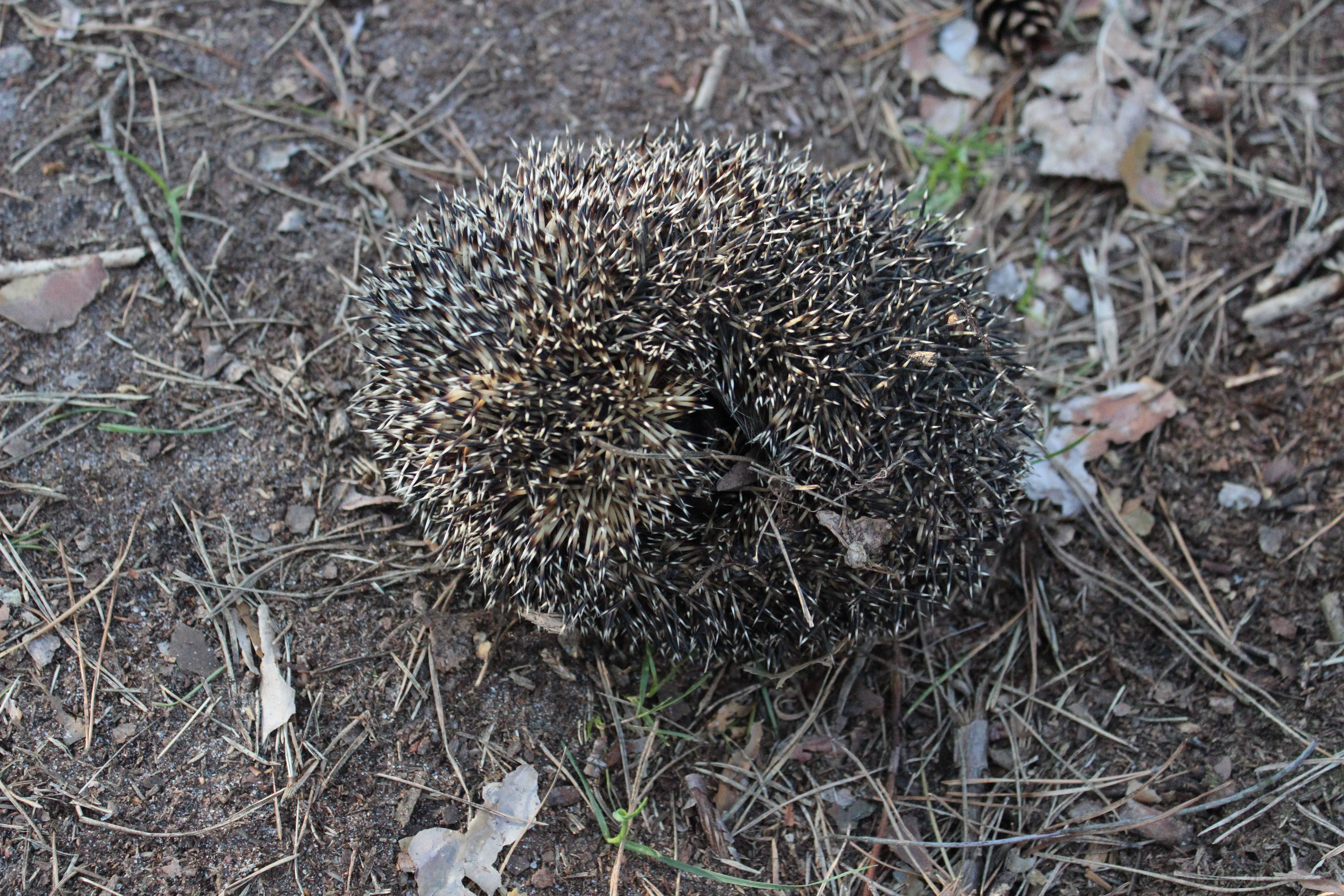
Їжак